# Gerberga di Borgogna
Gerberga di Borgogna (Arles, 965 – 1016) è stata una nobildonna francese.

## Biografia
Era figlia del re Corrado di Borgogna e di Matilde di Francia. Da parte di sua madre, Gerberga era la nipote del re Luigi IV di Francia e discendeva da Carlo Magno.

## Vita e figli
Gerberga era sposata dal 988 in seconde nozze con il duca di Svevia Ermanno II. La loro figlia, Gisella, divenne imperatrice dei Romani dopo il suo matrimonio con Corrado II. Il figlio di Gerberga, Ermanno III di Svevia succedette a suo padre nel 1003, ma morì giovane nel 1012. Un'altra figlia era Matilde di Svevia, le cui due figlie erano Sofia e Beatrice, reggente della Toscana. Gerberga morì nella marca di Nordgau (oggi in Baviera).

## Ascendenza
|                         |                       |                        | Genitori                |  |  | Nonni |  |  | Bisnonni              |  |  | Trisnonni              |  |
|                         |                       |                        |                         |  |  |       |  |  | Rodolfo I di Borgogna |  |  | Corrado II di Borgogna |  |
|                         |                       |                        |                         |  |  |       |  |  | Rodolfo I di Borgogna |  |  | Corrado II di Borgogna |  |
|                         |                       | Waldrada               |                         |  |  |       |  |  | Rodolfo I di Borgogna |  |  |                        |  |
| Rodolfo II di Borgogna  |                       |                        |                         |  |  |       |  |  | Rodolfo I di Borgogna |  |  |                        |  |
|                         |                       | Willa di Provenza      | Bosone I di Provenza    |  |  |       |  |  |                       |  |  |                        |  |
|                         |                       | Willa di Provenza      | Bosone I di Provenza    |  |  |       |  |  |                       |  |  |                        |  |
|                         |                       | Willa di Provenza      | Richilde                |  |  |       |  |  |                       |  |  |                        |  |
| Corrado III di Borgogna |                       | Willa di Provenza      |                         |  |  |       |  |  |                       |  |  |                        |  |
|                         |                       | Burcardo II di Svevia  | Burcardo I di Svevia    |  |  |       |  |  |                       |  |  |                        |  |
|                         |                       | Burcardo II di Svevia  | Burcardo I di Svevia    |  |  |       |  |  |                       |  |  |                        |  |
|                         |                       | Burcardo II di Svevia  | Liutgarda di Sassonia   |  |  |       |  |  |                       |  |  |                        |  |
| Berta di Svevia         |                       | Burcardo II di Svevia  |                         |  |  |       |  |  |                       |  |  |                        |  |
|                         |                       | Regelinda              | Eberardo I di Zurigo    |  |  |       |  |  |                       |  |  |                        |  |
|                         |                       | Regelinda              | Eberardo I di Zurigo    |  |  |       |  |  |                       |  |  |                        |  |
|                         |                       | Regelinda              | …                       |  |  |       |  |  |                       |  |  |                        |  |
| Gerberga di Borgogna    |                       | Regelinda              |                         |  |  |       |  |  |                       |  |  |                        |  |
|                         | Carlo III il Semplice | Luigi II di Francia    |                         |  |  |       |  |  |                       |  |  |                        |  |
|                         | Carlo III il Semplice | Luigi II di Francia    |                         |  |  |       |  |  |                       |  |  |                        |  |
|                         | Carlo III il Semplice | Adelaide del Friuli    |                         |  |  |       |  |  |                       |  |  |                        |  |
| Luigi IV di Francia     | Carlo III il Semplice |                        |                         |  |  |       |  |  |                       |  |  |                        |  |
|                         |                       | Eadgifu d'Inghilterra  | Edoardo il Vecchio      |  |  |       |  |  |                       |  |  |                        |  |
|                         |                       | Eadgifu d'Inghilterra  | Edoardo il Vecchio      |  |  |       |  |  |                       |  |  |                        |  |
|                         |                       | Eadgifu d'Inghilterra  | Elfleda                 |  |  |       |  |  |                       |  |  |                        |  |
| Matilde di Francia      |                       | Eadgifu d'Inghilterra  |                         |  |  |       |  |  |                       |  |  |                        |  |
|                         |                       | Enrico I l'Uccellatore | Ottone I di Sassonia    |  |  |       |  |  |                       |  |  |                        |  |
|                         |                       | Enrico I l'Uccellatore | Ottone I di Sassonia    |  |  |       |  |  |                       |  |  |                        |  |
|                         |                       | Enrico I l'Uccellatore | Edvige di Babenberg     |  |  |       |  |  |                       |  |  |                        |  |
| Gerberga di Sassonia    |                       | Enrico I l'Uccellatore |                         |  |  |       |  |  |                       |  |  |                        |  |
|                         |                       | Matilde di Ringelheim  | Teodorico di Ringelheim |  |  |       |  |  |                       |  |  |                        |  |
|                         |                       | Matilde di Ringelheim  | Teodorico di Ringelheim |  |  |       |  |  |                       |  |  |                        |  |
|                         |                       | Matilde di Ringelheim  | Rinilde di Frisia       |  |  |       |  |  |                       |  |  |                        |  |
|                         |                       | Matilde di Ringelheim  |                         |  |  |       |  |  |                       |  |  |                        |  |